# 이현석 (연출가)
이현석은 대한민국의 텔레비전 드라마 연출감독이다.

## 드라마
- 2021년 KBS 2TV 수목드라마 《안녕? 나야!》(연출)
- 2021년 KBS 2TV 월화드라마 《연모》(공동연출)